# イーライ・マニング
イライシャ・ネルソン・マニング4世（Elisha Nelson "Eli" Manning IV, 1981年1月3日 - ）は、アメリカ合衆国ルイジアナ州ニューオーリンズ出身の元アメリカンフットボール選手。現役時代のポジションはクォーターバック（QB）。第42回、第46回スーパーボウルMVP。

## 経歴

### プロ入りまで
ルイジアナ州ニューオリンズ出身で、フットボール一家の三男。父親はニューオーリンズ・セインツの選手だったアーチー・マニング。兄のペイトン・マニングはNFL史上最多5度のリーグMVPやレギュラーシーズン通算タッチダウン記録などを保持している元デンバー・ブロンコスの名QB。長兄のクーパー・マニングも大学までワイドレシーバーとして活躍したが、脊髄損傷のためプロを断念した。
父と同じミシシッピ大学（オールミス）に進学（兄二人はテネシー大学に進学）し、3年時までは目立った活躍を見せられなかったものの、4年生のシーズンに戦力的に恵まれないチームをボウル・ゲームに勝利するまでに牽引し、翌ドラフトで全体1位の評価を受けた。

#### 大学時代の通算成績
| 年度 | チーム     | 試合 | パス      | パス      | パス      | パス        | パス | パス | パス          | ラン      | ラン        | ラン             | ラン |
| 年度 | チーム     | 出場 | 成功 回数 | 試投 回数 | 成功 確率 | 獲得 ヤード | TD   | Int  | レイテ ィング | 試行 回数 | 獲得 ヤード | 平均 獲得 ヤード | TD   |
| ---- | ---------- | ---- | --------- | --------- | --------- | ----------- | ---- | ---- | ------------- | --------- | ----------- | ---------------- | ---- |
| 2000 | オールミス | 6    | 28        | 53        | 52.8      | 337         | 3    | 2    | 117.4         | 7         | 4           | 0.6              | 0    |
| 2001 | オールミス | 11   | 259       | 408       | 63.5      | 2,948       | 31   | 9    | 144.8         | 31        | 9           | 0.3              | 0    |
| 2002 | オールミス | 13   | 279       | 481       | 58.0      | 3,401       | 21   | 15   | 125.6         | 39        | −120        | −3.0             | 2    |
| 2003 | オールミス | 13   | 275       | 441       | 62.4      | 3,600       | 29   | 10   | 148.1         | 48        | −28         | −0.6             | 3    |
| 計   | 計         | 43   | 841       | 1,383     | 60.8      | 10,286      | 84   | 36   | 138.1         | 125       | −135        | −1.1             | 5    |

### 2004年
2004年のNFLドラフト全体1位でサンディエゴ・チャージャーズに指名されたが、当時弱小チームであったチャージャーズでプレイすることを拒否。この結果、1時間後にはフィリップ・リバースとその年のドラフト3巡、翌年のドラフト1巡、5巡指名権という条件でジャイアンツにトレードされた。この一連の騒動におけるマニングの振る舞いは、ドラフト制度やサラリーキャップ制度を設けることでチーム戦力の均衡化を図り、リーグ全体の繁栄を目指すというNFLの秩序を乱すわがままな行為として、メディアから大きな批判を受けた（なお、同様の事例として、1983年のドラフト全体1位指名をボルチモア・コルツから受けたジョン・エルウェイも入団を拒否し、トレードによりデンバー・ブロンコスに入団している）。同年のシーズン途中からカート・ワーナーに代わり先発QBを務めたが、なかなか勝利を挙げることはできず、最終週にようやく先発初勝利を挙げた。

### 2005年
2005年シーズン、チームは地区優勝しプレーオフに進出した。マニング自身も第4Qに驚異的とも言える粘り強さを何度も見せ、デンバー・ブロンコスとの試合では残り数秒からの逆転劇を演出するなど成長の跡を伺わせたが、シーズン後半に調子を崩し、プレーオフ初戦でカロライナ・パンサーズに敗れ去った。

### 2006年
2006年シーズン、9月10日の開幕戦でペイトン・マニングのインディアナポリス・コルツと対戦、NFL史上初めて兄弟が先発QBとして対戦した。「マニング・ボウル」と銘されたゲームは最終盤に試合を決定づけるインターセプトを与えてしまいチームは21-26で敗れた。チームはワイルドカードでプレーオフ出場を果たすも、初戦でフィラデルフィア・イーグルスに敗退した。

### 2007年
2007年シーズン、チームは連敗でスタートし、マニングも序盤の出来は散々だった。しかし徐々にチーム成績は向上しマニングも成長を見せた。最終週にそれまでシーズン無敗のニューイングランド・ペイトリオッツに敗れたがチームはNFC第5シードでプレーオフに進出、下馬評を覆しジェフ・ガルシア、トニー・ロモ、ブレット・ファーヴといったプロボウルQBが率いる強豪を全ての試合において相手QBをパッサーレイティングで上回る活躍を見せて次々と敵地で撃破した。第42回スーパーボウルではシーズン無敗で1972年のマイアミ・ドルフィンズ以来となるパーフェクトシーズンを狙うペイトリオッツと再戦した。この試合で10-14と4点リードされた残り2分42秒で最後のドライブに臨んだ。自陣44ヤードまで前進した第3ダウン5ヤード、残り時間1分15秒でのプレーで彼はサックされそうになったがデビッド・タイリーへの32ヤードのパスを通し敵陣24ヤードまでボールを前進させた（ヘルメットキャッチ）。4プレイ後残り時間35秒にプラキシコ・バレスへのTDパスを決めて17-14でジャイアンツが勝利し2タッチダウンをあげた彼がMVPに選ばれた。スーパーボウルの第4Qに2つのTDパスを成功させたのはロジャー・ストーバック（第13回）、ケン・アンダーソン（第16回）、ジョー・モンタナ（第23回）、ジム・ケリー（第26回）、ジェイク・デローム（第38回）に次いで史上6人目のことであった（逆転TDパスを決めたのはモンタナに次いで2人目）。
前年の兄ペイトンに続き、兄弟QBが2年連続でスーパーボウル制覇とMVP受賞を達成するのは、NFL史上初である。

### 2008年
2008年メンズ・ヴォーグの9月号の表紙を飾った。このシーズンはスーパーボウル制覇の活躍がフロックであったかどうか真価が問われた。お互い1敗同士で迎えた10月26日のピッツバーグ・スティーラーズ戦では残り3分07秒にケビン・ボスへのTDを決めて21-14で勝利した。自己最高のQBレイティング86.4を残しチームは地区優勝を果たした。しかしプレーオフのイーグルス戦では敵陣20ヤード以内に5回も攻め込んだが1度もタッチダウンを奪うことが出来ずに敗れた。この年プロボウルに初めて選ばれた。

### 2009年
2009年5月、かつてジェッツのベテランQBチャド・ペニントンのサポートを受けていたことを明かし、地元メディア、ファンによるプレッシャーの厳しい大都市ニューヨークのジェッツに入団したマーク・サンチェスをサポートしていく考えを示した。8月、ジャイアンツと6年総額9700万ドルで契約延長。平均年俸はNFL史上最高の約1530万ドルとなった。10月25日のアリゾナ・カージナルス戦では3INTを喫し17-24で敗れた。

### 2010年
2010年、インディアナポリス・コルツと4年ぶりに対戦し2度目の「マニング・ボウル」となったが14対38で敗れた。この年、25INTを喫しチームもプレーオフを逃した。

### 2011年

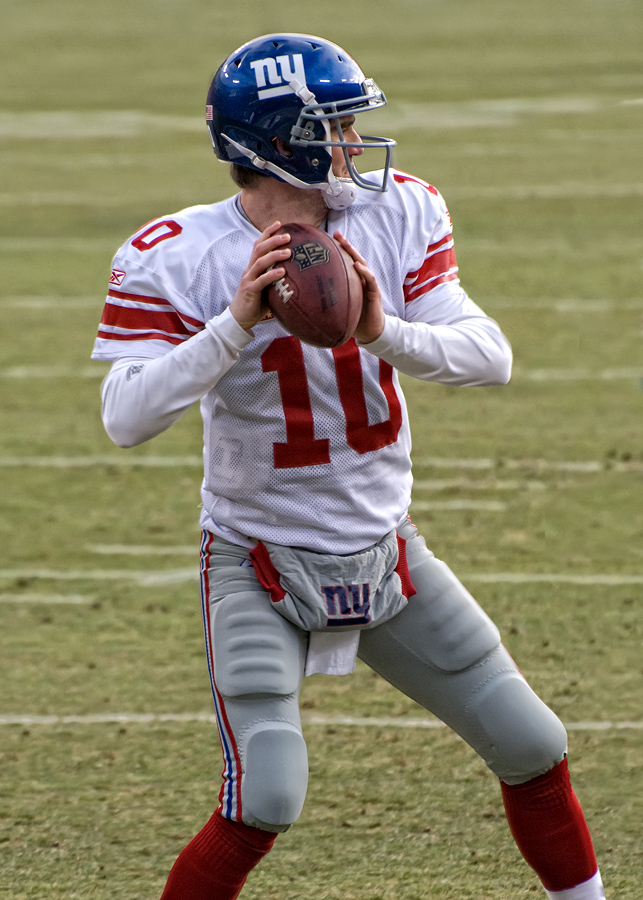
イーライ・マニング 2012.

2011年、「エリート発言」に対するバッシングを受けた。第3週のフィラデルフィア・イーグルス戦でパス254ヤード、4TD、INTなしの活躍を見せて29-16と勝利した。第9週には残り15秒でジェイク・バラードへの1ヤードのTDパスで24-20と勝利、ペイトリオッツのレギュラーシーズンホームゲーム連勝記録を止めるなど6勝2敗の好スタートを切った、しかしその後第10週から第13週にかけて4連敗し、6勝6敗となった。
第10週のサンフランシスコ・フォーティナイナーズ戦ではパス40回中26回成功、311ヤードで2TDをあげたものの2INTを喫し20-27で敗れた。第11週のフィラデルフィア・イーグルス戦ではパス35回中18回成功、264ヤード、1INT、1ファンブルロストに終わりチームは10-17で敗れた。第12週のニューオーリンズ・セインツ戦ではパス47回中33回成功、406ヤード、2TD、1INTの成績をあげたが、守備陣が577ヤードを喪失し24-49と敗れた。第13週には開幕から11連勝中のグリーンベイ・パッカーズを相手に347ヤード、3TD、1INTと成果をあげるも、35-38と敗退した。第14週のダラス・カウボーイズ戦でマニングは400ヤード、2TDをあげて37-34と勝利した。第15週のワシントン・レッドスキンズ戦では3インターセプトを喫し、チームも10-23で敗れた。第16週のニューヨーク・ジェッツ戦ではビクター・クルーズへの99ヤードのTDパスを決めたものの、パス27回中わずか9回成功に終わった。第17週、勝利した方が地区優勝・プレイオフ進出という試合で同地区ライバルであるダラス・カウボーイズ相手にパス346ヤード（パス成功率72.7%）、3TDをあげて31-14での勝利に貢献、3年ぶりにプレーオフ出場を果たした。レギュラーシーズン、マニングは自己最高の4,933ヤードを投げた。
プレーオフでは初戦のアトランタ・ファルコンズ戦でパス277ヤード、3TDをあげ、ディフェンスの活躍もあり24-2と圧勝した。シーズン15勝1敗の成績を残したNFC第1シードのグリーンベイ・パッカーズとのディビジョナルプレーオフではパス330ヤード、3TDをあげて勝利した。サンフランシスコ・49ersとのNFCチャンピオンシップゲームではパス58回中32回成功、316ヤード、2TDで23-20と勝利に貢献した。
第46回スーパーボウルにおいて第4Q残り3分46秒、自陣12ヤードからのドライブでマリオ・マニンガムへの38ヤードのパスなどで88ヤードのTDドライブを成功させて21-17で逆転勝利した。この試合でマニングは、パス40回中30回を成功、史上5人目となる2度目のスーパーボウルMVPを獲得し、「自分はブレイディと同格」とする発言の一端を証明してみせた。

### 2012年
フィラデルフィア・イーグルスとのシーズン最終戦で自己ベストの5TDパスを投げた。この年3948ヤード、26TD、15INTの成績を残した。チームはプレーオフを逃した。

### 2013年
チームは開幕から6連敗を喫した。これは1976年以来のことであった。マニングも最初の5試合で12INTを喫した。第3週には兄ペイトンのデンバー・ブロンコスとの試合でパス39回中28回成功362ヤードを獲得したが、4インターセプトを喫した。第15週のシアトル・シーホークス戦では5インターセプトを喫し、チームは0-23と完封負けした。この年自己ワーストとなる27インターセプトを喫した。チームは7勝9敗で、マニングが新人の2004年以来となる負け越しに終わった。
この年、フィル・シムズが持っていた通算パス獲得ヤードのフランチャイズ記録を更新した。

### 2014年
開幕から2連敗した後、チームは3連勝したが、その後7連敗を喫した。この間、サンフランシスコ・フォーティナイナーズ戦では自己ワーストタイの5インターセプトを喫した。最後の4試合中3勝をあげた。この年4410ヤードを投げて、30TD、14INTの成績を残した。

### 2015年
開幕直前、4年間8400万ドルで契約を延長した。第8週のニューオーリンズ・セインツ戦で自己ベストの6TDパスを投げたが、相手QBドリュー・ブリーズが7TDパスを成功、49-52で敗れた。

### 2016年
チームをスーパーボウル制覇の2011年以来のプレーオフにワイルドカードとして導いたが、初戦でグリーンベイ・パッカーズに敗れた。

### 2017年
チームは苦しんで13週ではベンチスタートとなり、連続先発出場記録は210試合をもって途絶えた。ヘッドコーチ交代後に先発復帰したが、チームは地区最下位となった。

### 2019年
第1週、第2週は先発を務めるが、第3週からルーキーのダニエル・ジョーンズが先発になることが発表された。しかし第14週、第15週には第13週で足首を負傷したジョーンズに代わって先発として出場した。このシーズンは4試合に出場し、獲得Yds1042Yds、6TD、5INTを記録した。

### 2020年
1月23日、現役引退を発表した。また1月25日、マニングが付けていた背番号10を永久欠番にすることがチームから発表された。

## 人物・エピソード
現役時代、世界一メディアが厳しいとされるニューヨークという大都市で先発クォーターバックという花形ポジションを務め、現役でありながら伝説級の選手であるペイトン・マニングと常に比較されるという大変なプレッシャーの下に置かれていたが、当人はこれといって意に介しておらず、良く言えば楽天的で気後れしない性格。物静かで声を荒らげることはほとんどない。そうしたフィールド内外での振る舞いから能く"Cool as Ice（冷静な）"、"Calm（落ち着いた）"と形容されるマニングだが、ある試合の終盤、デビッド・タイリーが本来走るべきパスルートを間違え、あわやインターセプトを喫しそうになった際には年齢も在籍年数も先輩に当たる彼を激昂して叱り散らす場面もあった（その直後のダウンに飛び出したプレイが件のヘルメットキャッチである）。
ジャイアンツ入団後のマニングはインターセプトの多さ等もあり周囲を納得させる結果を残せなかった。何人かの評論家、解説者はパスのスピンが頻繁に乱れることを指摘し彼が名QBとなる資質を持たないと評価した。
2005年シーズンのプロボウルファン投票では、NFC QB部門の1位になったがコーチ・選手票が集まらなかった事から選出されなかった。2006年シーズンにはプレーオフに進出しながらも、QBに要求されるリーダーシップに欠けるとして地元ニューヨークのメディアからも執拗に非難され続けた。
2007年シーズンもシーズン終盤までは例年と変わることが無かったが、レギュラーシーズン最終戦からプレーオフにかけて期待された以上の活躍を見せてスーパーボウルも制覇した。このことによって入団時のトレードは失敗だったとの批判に対して実績を示した。NFLにおいてはスーパーボウルでの勝利こそが至上であるという見方から、スーパーボウル後は賞賛の対象にもなっている。
このスーパーボウルや第46回スーパーボウル、プロ初勝利等を始めとして逆転劇（4th quarter comeback）が多いことで知られ、プレイオフを含むキャリア通算勝利数における逆転勝利の比率は「ミスター・カムバック」「ミラクル」と呼ばれたエルウェイや同じく逆転勝利の多いペイトン・マニングを上回っている。また、2011年シーズンには第4クォーターに15本のタッチダウンパスを決め、NFL新記録を樹立した。
NFLのQBとしてヒットを浴び続け、411サックを記録しているが、キャリアを通して負傷とは無縁であり、現役最終年はダニエル・ジョーンズにポジションを奪われたため4試合のみの出場に留まっているが、16年の現役生活で負傷による欠場は一度もなかった。
兄クーパー、ペイトンと共に本人役でザ・シンプソンズに出演したことがある。

## プレイスタイル
兄ペイトンと同様にプレイクロック一杯までオーディブルコールを多用するが、しばしばパスプレイに偏る兄と異なり、劣勢の展開時もラン攻撃を捨てない傾向がある。
完全に空いていないターゲットであっても通す自信が有れば迷わず投げ込む勝負師の一面を持ち、それが前述のタイリーのようなミラクルキャッチを誘発する事もあれば失敗・ターンオーバーに終わり試合を壊す事もある。こうしたスタイルによる安定感の欠如は何かにつけて批判の的となるが、一方で対戦相手としての当事者であるトム・ブレイディなどからマニングの勝負強さを認める声も少なくない。
決して俊足とは言えない部類に入り、自らボールを運んでヤードチェーンを進める機会はあまりない。が、ディフェンスのプレッシャーが掛かった時や割合の高いランに見せ掛けたプレイアクションから利き腕側へのロールアウト（ポケットの外に飛び出し、サイドラインに向かって走りながら投げるパスプレイ）をよく実行する等、動けない鈍重なクォーターバックではない。
また、近年では少なくなりつつある純粋なポケットパサーとしてカップ内のステップワークや視野範囲に優れ、プレッシャーを察知してクォーターバック・サックを避ける技能が高い。

## 詳細情報

### 年度別成績

#### レギュラーシーズン
| 年度      | チーム    | 背 番 号  | 試合 | 試合 | パス      | パス      | パス      | パス        | パス             | パス        | パス | パス | パス          | ラン      | ラン        | ラン             | ラン | サック    | サック        | ファンブル    | ファンブル |
| 年度      | チーム    | 背 番 号  | 出場 | 先発 | 成功 回数 | 試投 回数 | 成功 確率 | 獲得 ヤード | 平均 獲得 ヤード | 最長 ヤード | TD   | Int  | レイテ ィング | 試行 回数 | 獲得 ヤード | 平均 獲得 ヤード | TD   | サック 数 | サック ヤード | ファン ブル数 | ロスト     |
| --------- | --------- | --------- | ---- | ---- | --------- | --------- | --------- | ----------- | ---------------- | ----------- | ---- | ---- | ------------- | --------- | ----------- | ---------------- | ---- | --------- | ------------- | ------------- | ---------- |
| 2004      | NYG       | 10        | 9    | 7    | 197       | 95        | 48.2      | 1,043       | 5.3              | 52          | 6    | 9    | 55.4          | 6         | 35          | 5.8              | 0    | 13        | 83            | 3             | 1          |
| 2005      | NYG       | 10        | 16   | 16   | 557       | 294       | 52.8      | 3,762       | 6.8              | 78          | 24   | 17   | 75.9          | 29        | 80          | 2.8              | 1    | 28        | 184           | 9             | 2          |
| 2006      | NYG       | 10        | 16   | 16   | 522       | 301       | 57.7      | 3,244       | 6.2              | 55          | 24   | 18   | 77.0          | 25        | 21          | 0.8              | 0    | 25        | 186           | 9             | 2          |
| 2007      | NYG       | 10        | 16   | 16   | 529       | 297       | 56.1      | 3,336       | 6.3              | 60          | 23   | 20   | 73.9          | 29        | 69          | 2.4              | 1    | 27        | 217           | 13            | 7          |
| 2008      | NYG       | 10        | 16   | 16   | 479       | 289       | 60.3      | 3,238       | 6.8              | 48          | 21   | 10   | 86.4          | 20        | 10          | 0.5              | 1    | 27        | 174           | 5             | 2          |
| 2009      | NYG       | 10        | 16   | 16   | 509       | 317       | 62.3      | 4,021       | 7.9              | 74          | 27   | 14   | 93.1          | 17        | 65          | 3.8              | 0    | 30        | 216           | 13            | 8          |
| 2010      | NYG       | 10        | 16   | 16   | 539       | 339       | 62.9      | 4,002       | 7.4              | 92          | 31   | 25   | 85.3          | 32        | 70          | 2.2              | 0    | 16        | 117           | 7             | 5          |
| 2011      | NYG       | 10        | 16   | 16   | 589       | 359       | 61.0      | 4,933       | 8.4              | 99          | 29   | 16   | 92.9          | 35        | 15          | 0.4              | 1    | 28        | 199           | 8             | 4          |
| 2012      | NYG       | 10        | 16   | 16   | 536       | 321       | 59.9      | 3,948       | 7.4              | 80          | 26   | 15   | 87.2          | 20        | 30          | 1.5              | 0    | 19        | 136           | 4             | 1          |
| 2013      | NYG       | 10        | 16   | 16   | 551       | 317       | 57.5      | 3,818       | 6.9              | 70          | 18   | 27   | 69.4          | 18        | 36          | 2.0              | 0    | 39        | 281           | 7             | 2          |
| 2014      | NYG       | 10        | 16   | 16   | 601       | 379       | 63.1      | 4,410       | 7.3              | 80          | 30   | 14   | 92.1          | 12        | 31          | 2.6              | 1    | 28        | 187           | 7             | 4          |
| 2015      | NYG       | 10        | 16   | 16   | 618       | 387       | 62.6      | 4,432       | 7.2              | 87          | 35   | 14   | 93.6          | 20        | 61          | 3.1              | 0    | 27        | 157           | 11            | 4          |
| 2016      | NYG       | 10        | 16   | 16   | 598       | 377       | 63.0      | 4,027       | 6.7              | 75          | 26   | 16   | 86.0          | 21        | −9          | −0.4             | 0    | 21        | 142           | 7             | 4          |
| 2017      | NYG       | 10        | 15   | 15   | 571       | 352       | 61.6      | 3,468       | 6.1              | 77          | 19   | 13   | 80.4          | 12        | 26          | 2.2              | 1    | 31        | 189           | 11            | 5          |
| 2018      | NYG       | 10        | 16   | 16   | 576       | 380       | 66.0      | 4,299       | 7.5              | 58          | 21   | 11   | 92.4          | 15        | 20          | 1.3              | 1    | 47        | 358           | 7             | 4          |
| 2019      | NYG       | 10        | 4    | 4    | 147       | 91        | 61.9      | 1,042       | 7.1              | 55          | 6    | 5    | 82.6          | 4         | 7           | 1.8              | 0    | 5         | 44            | 3             | 1          |
| NFL：16年 | NFL：16年 | NFL：16年 | 236  | 234  | 8,119     | 4,895     | 60.3      | 57,023      | 7.0              | 99          | 366  | 244  | 84.1          | 315       | 567         | 1.8              | 7    | 411       | 2,870         | 125           | 56         |

- 2019年度シーズン終了時
- 太字は自身最高記録
- ■はリーグ最高記録
- ■はNFL記録

#### ポストシーズン
| 年度 | チーム | 試合 | 試合 | パス      | パス      | パス      | パス        | パス             | パス        | パス | パス | パス          | ラン      | ラン        | ラン             | ラン | サック    | サック        | ファンブル    | ファンブル |
| 年度 | チーム | 出場 | 先発 | 成功 回数 | 試投 回数 | 成功 確率 | 獲得 ヤード | 平均 獲得 ヤード | 最長 ヤード | TD   | Int  | レイテ ィング | 試行 回数 | 獲得 ヤード | 平均 獲得 ヤード | TD   | サック 数 | サック ヤード | ファン ブル数 | ロスト     |
| ---- | ------ | ---- | ---- | --------- | --------- | --------- | ----------- | ---------------- | ----------- | ---- | ---- | ------------- | --------- | ----------- | ---------------- | ---- | --------- | ------------- | ------------- | ---------- |
| 2005 | NYG    | 1    | 1    | 18        | 10        | 55.6      | 113         | 6.3              | 25          | 0    | 3    | 35.0          | 0         | 0           | 0.0              | 0    | 4         | 22            | 1             | 1          |
| 2006 | NYG    | 1    | 1    | 27        | 16        | 59.3      | 161         | 6.0              | 29          | 2    | 1    | 85.6          | 2         | 4           | 2.0              | 0    | 1         | 7             | 0             | 0          |
| 2007 | NYG    | 4    | 4    | 119       | 72        | 61.3      | 854         | 7.2              | 52          | 6    | 1    | 95.7          | 8         | 10          | 1.3              | 0    | 9         | 47            | 2             | 0          |
| 2008 | NYG    | 1    | 1    | 29        | 15        | 51.7      | 169         | 5.8              | 34          | 0    | 2    | 40.7          | 1         | 0           | 0.0              | 0    | 0         | 0             | 0             | 0          |
| 2011 | NYG    | 4    | 4    | 163       | 106       | 65.0      | 1,219       | 7.5              | 72          | 9    | 1    | 103.3         | 8         | 20          | 2.5              | 0    | 11        | 75            | 1             | 0          |
| 2016 | NYG    | 1    | 1    | 44        | 23        | 52.3      | 299         | 6.8              | 51          | 1    | 1    | 72.1          | 1         | 11          | 11.0             | 0    | 2         | 4             | 1             | 1          |
| 計   | 計     | 12   | 12   | 400       | 242       | 60.5      | 2,815       | 7.0              | 72          | 18   | 9    | 87.4          | 20        | 45          | 2.3              | 0    | 27        | 155           | 5             | 2          |

- 2019年度シーズン終了時
- 太字はスーパーボウル出場
- ■はスーパーボウル制覇
- ■はNFL記録

### 獲得タイトル

#### NFL
- スーパーボウル制覇：2回（第42回・第46回）
- スーパーボウルMVP：2回（第42回・第46回）
- ニューヨーク・ジャイアンツ Ring of Honor 選出（2021）
- ニューヨーク・ジャイアンツ 永久欠番（背番号10）

### 保持記録
- 先発QB連続出場試合数・・・222（プレイオフ含む）・2004年11月21日～2017年11月23日
- プレイオフにおけるアウェイ・ゲーム通算勝利数・・・5（NFL新記録）